# Lucio Magri
Lucio Magri (Ferrara, 19 de agosto de 1932 – Bellinzona, 28 de noviembre de 2011) fue un político, periodista y escritor italiano.

## Biografía
Magri se unió al Partido Comunista Italiano (PCI) en los años 50, tras una previa experiencia juvenil democristiana en Bérgamo. Fue elegido miembro de la secretaría del partido de Bérgamo, posteriormente de la dirección regional lombarda y de allí pasó a trabajar en la sede central del PCI en Roma. 
En 1969, tras el impacto de la invasión soviética de Checoslovaquia durante la Primavera de Praga, en disenso con la postura del PCI, estuvo entre los animadores del grupo (con Rossana Rossanda, Luigi Pintor, Aldo Natoli, Valentino Parlato, Luciana Castellina y otros) que dio vida a la revista Il manifesto, de la cual fue director, grupo que posteriormente fue expulsado del partido. En 1971 participó junto al resto del grupo en la transformación de la revista en el periódico aún existente en la actualidad.
Posteriormente distanciado del grupo, fundó en 1974 el Partido de Unidad Proletaria por el Comunismo, del cual fue secretario. En 1976 conoció a Marta Marzotto, con quien mantuvo una relación durante diez años.
En 1984 se integró con su partido en el PCI. En el momento de la transformación del PCI en el Partido Democrático de la Izquierda (PDS) en 1991, decidió adherirse al Partido de la Refundación Comunista (PRC), fundando una corriente interna cuya estructura recordaba al grupo dirigente del viejo PdUP por el Comunismo. 
El 14 de junio de 1995 su corriente abandonó el PRC para constituir el Movimiento de los Comunistas Unitarios, sobre la base de una postura de apoyo al Gobierno Dini. Posteriormente el movimiento estuvo entre las fuerzas fundadoras de Demócratas de Izquierda, proyecto al que Magri no se adhirió, prefiriendo volver a escribir para Il manifesto. 
Poco después fundó y dirigió La rivista del manifesto, mensual de análisis político editado durante 56 números entre noviembre de 1999 y diciembre de 2004. En 2009 publicó Il sarto di Ulm. Una possibile storia del PCI (il Saggiatore, Milán), editada en castellano en 2010 por El Viejo Topo con el título El sastre de Ulm. El comunismo del siglo XX. Hechos y reflexiones. Se trata de un intento de recorrido por la historia del Partido Comunista en Italia y el mundo en la segunda mitad del siglo XX, poniendo en evidencia los numerosos puntos de bifurcación que, atravesados de forma diferente, podrían haber aproximado al movimiento comunista italiano a un éxito muy diferente del actual. 
En noviembre de 2011, deprimido por la desaparición de su esposa, Mara Caltagirone (1946 – 2009), se recluyó en Bellinzona (Suiza) donde, a pesar de la oposición de sus amigos, solicitó a un médico de confianza la ayuda para proceder a un suicidio asistido, concluyendo sus días a la edad de 79 años.
El 3 de diciembre de 2011 fue enterrado junto a su mujer Mara en el cementerio de Recanati. En el funeral Famiano Crucianelli leyó la última carta de Magri.

## Obras
- «Lo stato del movimento rivendicativo, la situazione politica, gli obiettivi immediati e di prospettiva della nostra lotta, Partito e Sindacato», en Istituto di studi comunisti, Il Partito, il sindacato e la politica dei redditi. Seminario, 18-22.7.1964, s.l., s.n., 1964.
- «Il valore e il limite delle esperienze frontiste», en Critica marxista, julio-agosto de 1965.
- Considerazioni sui fatti di maggio, Bari, De Donato, 1968.
- Prefacio a Luciana Castellina, Che c'è in Amerika?, Verona, Bertani, 1973.
- Una nuova opposizione, una nuova forza politica per rovesciare la crisi di sistema contro il sistema, con Rossana Rossanda y Luigi Pintor, Roma, Il manifesto, 1973.
- Prefacio a Classe, consigli, partito, Roma, Alfani, 1974.
- «Qualità e dinamica della crisi», en Uscire dalla crisi dal capitalismo in crisi. Atti del convegno di Ariccia 8-9 febbraio 1975, Roma, Savelli, 1975.
- Il sarto di Ulm. Una possibile storia del PCI, Milano, Il saggiatore, 2009. [ed. cast. El sastre de Ulm. El comunismo del siglo XX. Hechos y reflexiones, Barcelona, El Viejo Topo, 2010].
- Alla ricerca di un altro comunismo, Milano, Il saggiatore, 2012.